# Приватна «Лінгвістична гімназія»
Приватна Лінгвістична гімназія — гімназія з поглибленим вивченням іноземних мов у Києві. Заснована у липні 2001 року. Засновник гімназії — Дашковська Валентина Петрівна, вчитель-методист, відмінник освіти України, заслужений діяч культури Польщі, Голова Київського польського культурно-освітнього товариства ім А.Міцкевича.

## Особливості
Образ гімназії:
Ідея – школа-родина.
Місія — навчати виховуючи, виховувати навчаючи.
Мета — отримання гімназистами якісної середньої освіти, розвиток творчих та інтелектуальних здібностей особистості учня, формування свідомих громадян України.
Лінгвістична гімназія — це один із найкращих за результатами рейтингів навчально-виховних закладів м. Києва. Гімназія увійшла в число 50-ти найкращих шкіл України із 20 тисяч закладів середньої освіти.

## Методики
Використання новітніх навчальних технологій, створення атмосфери домашнього затишку, доброзичливості, взаємоповаги дали можливість закладу за 19 років існування стати знаним і потрібним.
Лінгвістична гімназія — це школа, що сприяє духовному становленню особистості учня. У гімназії створено умови для самореалізації творчих та інтелектуальних здібностей учнів у різних видах діяльності.
У гімназії діє система особистісно зорієнтованого навчання, яка враховує інтереси і можливості кожного учня, передбачає диференційований підхід щодо вивчення гімназистами різних предметів.

## Структура
Структура гімназії:
Навчання в школі: 11-річне (з 1-го по 11-й кл.)
Кількість учнів у класі: від 8 до 20-ти учнів, з поділом на підгрупи.
У кожному класі працює педагог-вихователь (куратор).
Крім предметів державного компоненту, в гімназії є обов'язковим вивчення:
- англійська мови — 5-6 год. на тиждень (з 1-го кл.);
- ділової англійської мови і країнознавства — 1-2 год. (3 10-го кл.);
- другої іноз. мова (польська, німецька, французька) — 3-4 год. (з 5-го кл.);
- російської мови — 2 год. (з 2-го кл.);
- інформатики — 2 год. (з 2-го кл.);
- художньої культури — 1 год. (з 9-го кл.);
- художньої творчості — 2 год. (з 1-го кл.);
- музичної грамоти — 2 год. (з 1-го кл.);
- правознавства (з 9-го кл.);
- хореографії — 2 год. на тиждень (з 1-го кл.).
' 'У гімназії організована робота секцій, гуртків, студій:
- музичної студії (клас фортепіано, гітари, вокалу);
- художньої студії (основні навички образотворчого мистецтва);
- студії хореографії (класичні та сучасні танці);
- спортивної секції (волейбол, баскетбол, футбол, боротьба).

## Зміст навчання
Зміст освіти в гімназії спрямований на глибоке вивчення кожним вихованцем української мови й літератури, історії нашого народу, його традицій, звичаїв, ідеалів.
З метою цілісного підходу до виховання учнів у гімназії реалізуються цільові програми: «Я — гімназист», «Я — киянин», «Я — громадянин України», «Я –людина», «Я і культура», що сприяють самопізнанню, саморозвитку та самореалізації творчої особистості учня.
Всебічний розвиток гімназистів здійснюється не тільки в ході навчальної діяльності, а й під час проведення позакласних заходів, які постійно відбуваються в гімназії. Це різноманітні свята, предметні декади, конкурси, вікторини, семінари, інсценізації обрядових свят, у ході яких учні не тільки поглиблюють знання з того чи іншого предмета, а й мають можливість виявити свої таланти, розвивати інтелект, вміння спілкуватися.
З метою формування високих духовних цінностей учнів до співпраці залучаються діячі культури та мистецтв, артисти Національної філармонії України.
У гімназії кожен вихованець не лише здобуває знання, а й відчуває тепло домашнього затишку, атмосферу гармонії, довіри, взаємоповаги, підтримку великої та люблячої школи — родини.
Досягнення. Протягом 13 років гімназисти посідають призові місця на районних, міських та міжнародних олімпіадах з української мови та літератури, англійської, польської, російської, німецької, французької мов, комп'ютерної графіки та комп'ютерної анімації, вебдизайну та інформаційних технологій, математики, фізики, біології, історії, правознавства, образотворчого мистецтва. Гімназисти є призерами Міжнародного конкурсу знавців української мови ім. П.Яцика, переможцями міського конкурсу «Квітни, мово, зірнице слова», переможцями Всеукраїнського конкурсу творчих робіт «Вірю в майбутнє твоє, Україно», призерами конкурсу-захисту науково-дослідницьких робіт МАН із комп'ютерних технологій та історії; переможцями різноманітних спортивних змагань та конкурсів бально-спортивних танців.

## Міжнародна співпраця
Важливу роль у роботі та розвитку гімназії відіграє міжнародна співпраця.
Гімназія тісно співпрацює з Генеральним Консульством Республіки Польща в Києві, Спілкою поляків України, Польським культурно-освітнім товариством ім. А. Міцкевича. Укладено угоди про співпрацю з кількома школами Польщі. Учні мають можливість щороку відпочивати та поглиблювати знання з польської мови в Польщі.
Упродовж 10 років гімназія співпрацює з приватною Ломоносовською школою м. Москви. Освітня технологія «Інтелект», розроблена науковим керівником Ломоносовської школи, професором М. О. Зігановим, яку успішно застосовують у навчальних закладах багатьох країн світу (Канади, Великої Британії, Німеччини, Греції, Польщі, Молдови, Білорусі, Латвії, Росії, країн Латинської Америки та інших), успішно впроваджена в навчальний процес гімназії.
Учні гімназії щороку беруть участь у Міжнародній олімпіаді «Інтелект» та посідають призові місця. Так на XV Міжнародній олімпіаді «Інтелект», яка проходила в м. Москві у квітні 2011 року, наші учні стали переможцями в кількох номінаціях, а учениця 11-го класу Кисельова Ольга отримала бронзову медаль серед учнів 10-11-х класів із 22-х держав світу. Суть програми полягає у розвитку логічного мислення, уяви, пам'яті, уваги учнів під час навчального процесу. Освітня технологія «Інтелект» дає можливість, не змінюючи навчальних цілей уроку, досягти мети особистісного розвитку учнів. Завдяки використанню у навчальній діяльності нашої гімназії освітньої технології «Інтелект», підвищилась якість навчання гімназистів.
На XII Міжнародній олімпіаді «Інтелект», яка проходила у квітні 2008 року, в якій взяли участь понад 600 учнів із 18 держав світу, наші гімназисти стали переможцями в п'яти номінаціях. На XI Міжнародній олімпіаді «Інтелект», яка відбулася у квітні 2007 року в м. Рига (Латвія), учень 7 кл. нашої гімназії посів I місце у номінації «Російська мова» серед представників 13 країн світу.

## Інклюзивна освіта
З 2005-го року в гімназії впроваджено інклюзивну освіту. На сьогодні у нас навчається 7 дітей-інвалідів. Вони беруть активну участь у житті гімназії, на рівні з іншими опановують навчальну програму, є переможцями районних та міських олімпіад, конкурсів МАН тощо. Із досвіду роботи нашої гімназії можемо сказати, що гімназисти толерантно сприймають дітей з особливими потребами. Навчаючись разом із дітьми з обмеженими можливостями, учні гімназії стають милосерднішими. Вони готові прийти їм на допомогу у повсякденному житті. А діти з вадами фізичного розвитку мають можливість інтегруватися та адаптуватися до повноцінного життя в соціумі.
Стипендії та премії. Засновник гімназії Дашковська Валентина Петрівна ще з моменту відкриття закладу впровадила рейтингову систему оцінки діяльності учнів, яка дає змогу оцінити не лише навчальні досягнення, а й відзначити участь гімназистів у позакласних заходах. За підсумками рейтингу наприкінці кожного навчального року найкращим учням гімназії виплачуються стипендії та заохочувальні премії. Стипендіями відзначаються переможці предметних олімпіад, конкурсів МАН, відмінники навчання, а заохочувальні премії отримують активні учасники предметних декад, різноманітних гімназійних заходів і активісти учнівського парламенту.

## Освітня співпраця
Співпраця з вищими навчальними закладами. Свою діяльність гімназія здійснює у співпраці з:
- Українським державним педагогічним університетом імені М. Драгоманова;
- Київським національним лінгвістичним університетом;
- Київським національним торговельно-економічним університетом;
- Київським міжнародним університетом;
- Національною академією управління;
- Міжнародним освітньо-методичним центром «Dinternal Education»;
- Спілкою поляків України, посольством Республіки Польща в Україні.
- Педагогічним університетом у м. Кракові;
- Економічним університетом у м. Кракові;
- Інститутом фінансів і права у м. Бєльсько-Бялей.

## Педагогічний рівень
Педагогічний колектив гімназії — це колектив однодумців, досвідчених педагогів, творчих особистостей, учителів за покликанням. Всього в гімназії працює 36 вчителів, із них вчителів з вищою категорією — 23, першої категорії — 8, спеціалістів — 5.
Випускники гімназії. За період існування гімназії було вісімнадцять випусків учнів 11 класу. Усі випускники гімназії стовідсотково вступили до вищих навчальних закладів України та зарубіжних держав, переважно на бюджетну форму навчання.